# Toine van Mierlo
Antonius Wilhelmus Matthias Theodore (Toine) van Mierlo (Soerendonk, 24 augustus 1957) is een Nederlands oud-profvoetballer, die voornamelijk als buitenspeler opereerde. Hij kwam drie keer uit voor het Nederlands elftal. Sinds 2006 is Van Mierlo hoofd scouting bij Roda JC, nadat hij zestien jaar in verschillende functies in dienst was van Willem II.

## Spelersloopbaan
Van Mierlo debuteerde op 29 oktober 1977 voor PSV in de thuiswedstrijd tegen Sparta als invaller voor Huub Stevens. Na twee jaar werd hij verhuurd aan Willem II dat hem na één jaar definitief overnam van de Eindhovense club. Dat bleek een gouden zet. De aanvaller ontwikkelde zich dusdanig goed, dat hij werd geselecteerd voor het Nederlands elftal en in de belangstelling kwam te staan van buitenlandse clubs. Dat leverde hem in 1981, samen met ploeggenoot Bud Brocken, een transfer op naar Birmingham City. Van Mierlo, die in het bezit was van een doorlopend contract, kocht zichzelf voor 860.000 gulden vrij, een bedrag dat de noodlijdende Tilburgse club goed kon gebruiken. Na iets meer dan een jaar keerde hij op huurbasis overigens weer terug bij Willem II dat hem echter om financiële redenen niet definitief kon vastleggen. Van Mierlo vervolgde hierna zijn carrière langs diverse Belgische en Nederlandse clubs, om in 1990 zijn carrière uiteindelijk in Tilburg af te sluiten.

## Verdere loopbaan
Van Mierlo werd na zijn actieve voetballoopbaan in 1990 jeugdtrainer en hoofd jeugdopleidingen bij Willem II. Na tien jaar werd hij in Tilburg assistent-trainer naast Robert Maaskant. In 2004 tekende hij een contract voor onbepaalde tijd en werd hij beschouwd als de cultuurbewaker van Willem II. Van Mierlo vertrok toch bij Willem II vanwege problemen met bestuurslid technische zaken Pieter-Jan Wassing. Bij het aantreden van Kees Zwamborn als opvolger van trainer Maaskant, moest Van Mierlo terug naar zijn functie bij de beloften. Daar werkten mensen die Van Mierlo in het verleden wegstuurde vanwege slecht functioneren. Eind 2005 besloot hij daarop de club te verlaten, waarna Roda JC hem binnenhaalde.

## Trivia
Zijn broer Jan was in de jaren '80 scheidsrechter in het Nederlands betaald voetbal. Zijn zoon Ken van Mierlo doorliep de jeugdopleiding van Willem II en ging niet mee naar Limburg. In 2008 tekende Van Mierlo jr. een contract bij de beloften van FC Utrecht, ondanks interesse van Roda. Hij wilde in Kerkrade niet het risico lopen 'de zoon van' te zijn.

## Oranje
Van Mierlo debuteerde onder Jan Zwartkruis in het Nederlands elftal, tijdens zijn eerste periode als voetballer van Willem II. Hij speelde in 1980 drie wedstrijden in Oranje, in Ierland (2-1) en Uruguay (2-0) en in Nederland tegen West-Duitsland (1-1).
| Interlands van Toine van Mierlo voor Nederland | Interlands van Toine van Mierlo voor Nederland | Interlands van Toine van Mierlo voor Nederland | Interlands van Toine van Mierlo voor Nederland | Interlands van Toine van Mierlo voor Nederland | Interlands van Toine van Mierlo voor Nederland |
| №                                              | Datum                                          | Wedstrijd                                      | Uitslag                                        | Competitie                                     | Goals                                          |
| Als speler van Willem II                       | Als speler van Willem II                       | Als speler van Willem II                       | Als speler van Willem II                       | Als speler van Willem II                       | Als speler van Willem II                       |
| ---------------------------------------------- | ---------------------------------------------- | ---------------------------------------------- | ---------------------------------------------- | ---------------------------------------------- | ---------------------------------------------- |
| 1                                              | 10.09.1980                                     | Ierland – Nederland                            | 2 – 1                                          | WK-kwalificatie                                | 0                                              |
| 2                                              | 11.10.1980                                     | Nederland – West-Duitsland                     | 1 – 1                                          | Vriendschappelijk                              | 0                                              |
| 3                                              | 30.12.1980                                     | Uruguay – Nederland                            | 2 – 0                                          | Mini-WK                                        | 0                                              |

## Clubstatistieken
| Seizoen | Club            | Competitie     | Wedstrijden | Doelpunten |
| ------- | --------------- | -------------- | ----------- | ---------- |
| 1977/78 | PSV             | Eredivisie     | 2           | 0          |
| 1978/79 | PSV             | Eredivisie     | 18          | 0          |
| 1979/80 | → Willem II     | Eredivisie     | 33          | 10         |
| 1980/81 | Willem II       | Eredivisie     | 32          | 5          |
| 1981/82 | Birmingham City | First Division | 40          | 4          |
| 1982/83 | Birmingham City | First Division | 4           | 0          |
| 1982/83 | → Willem II     | Eredivisie     | 22          | 9          |
| 1983/84 | RWD Molenbeek   | Eerste klasse  | 34          | 1          |
| 1984/85 | RWD Molenbeek   | Tweede klasse  | 30          | 14         |
| 1985/86 | MVV             | Eredivisie     | 27          | 4          |
| 1986/87 | KAA Gent        | Eerste klasse  | 20          | 0          |
| 1987/88 | KAA Gent        | Eerste klasse  | 26          | 2          |
| 1988/89 | Harelbeke       | Tweede klasse  | 23          | 0          |
| 1989/90 | VVV             | Eerste divisie | 32          | 4          |
| 1990/91 | Willem II       | Eredivisie     | 3           | 0          |
| Totaal  | Totaal          | Totaal         | 346         | 53         |